# Havelte
Havelte est un village situé dans la commune néerlandaise de Westerveld, dans la province de Drenthe. Le 1er janvier 2008, le village comptait 3 090 habitants.
Havelte était une commune indépendante jusqu'au 1er janvier 1998. À cette date, la commune fusionna avec celles de Dwingeloo, Vledder et Diever pour former la nouvelle commune de Westerveld.

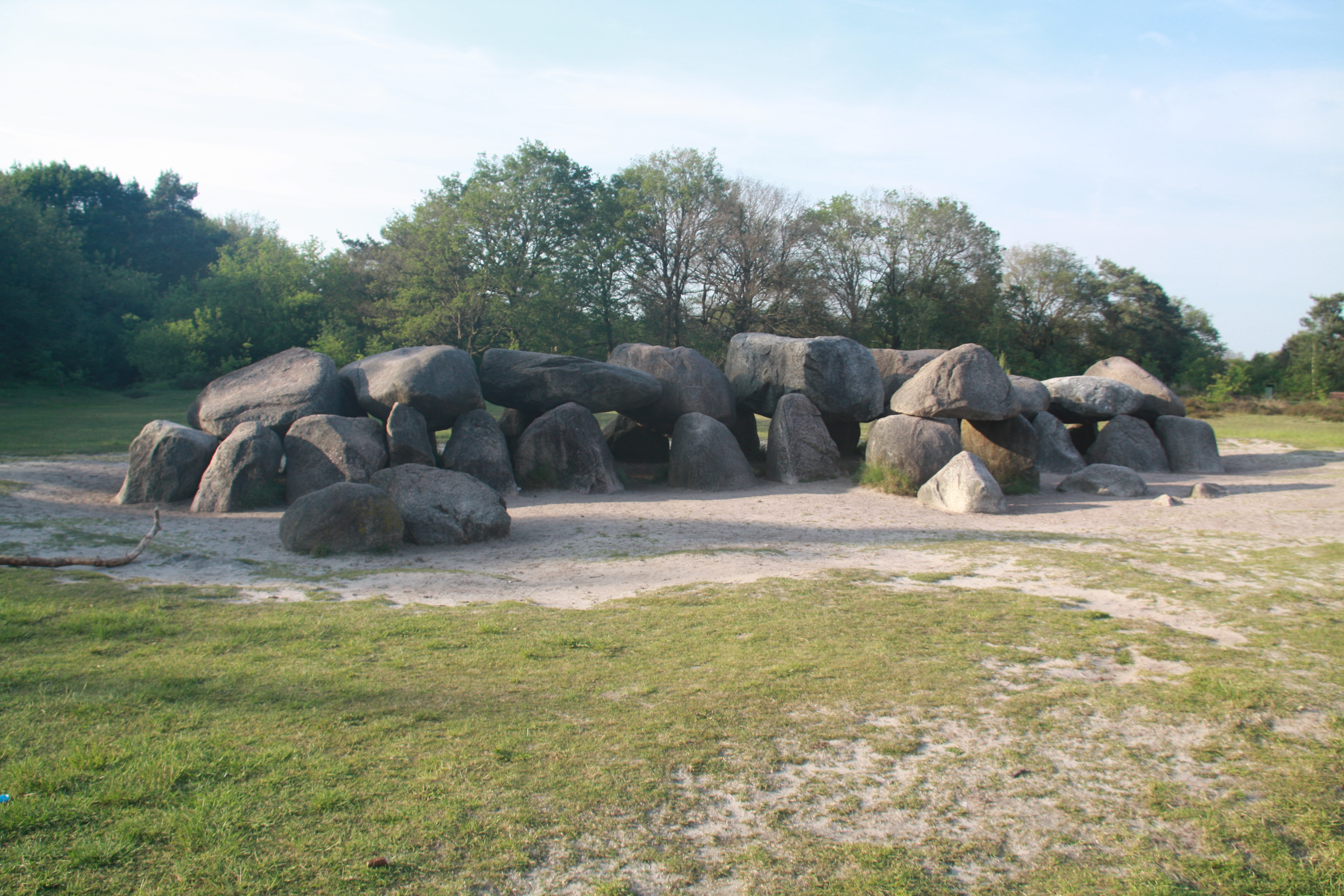
Dolmen D53
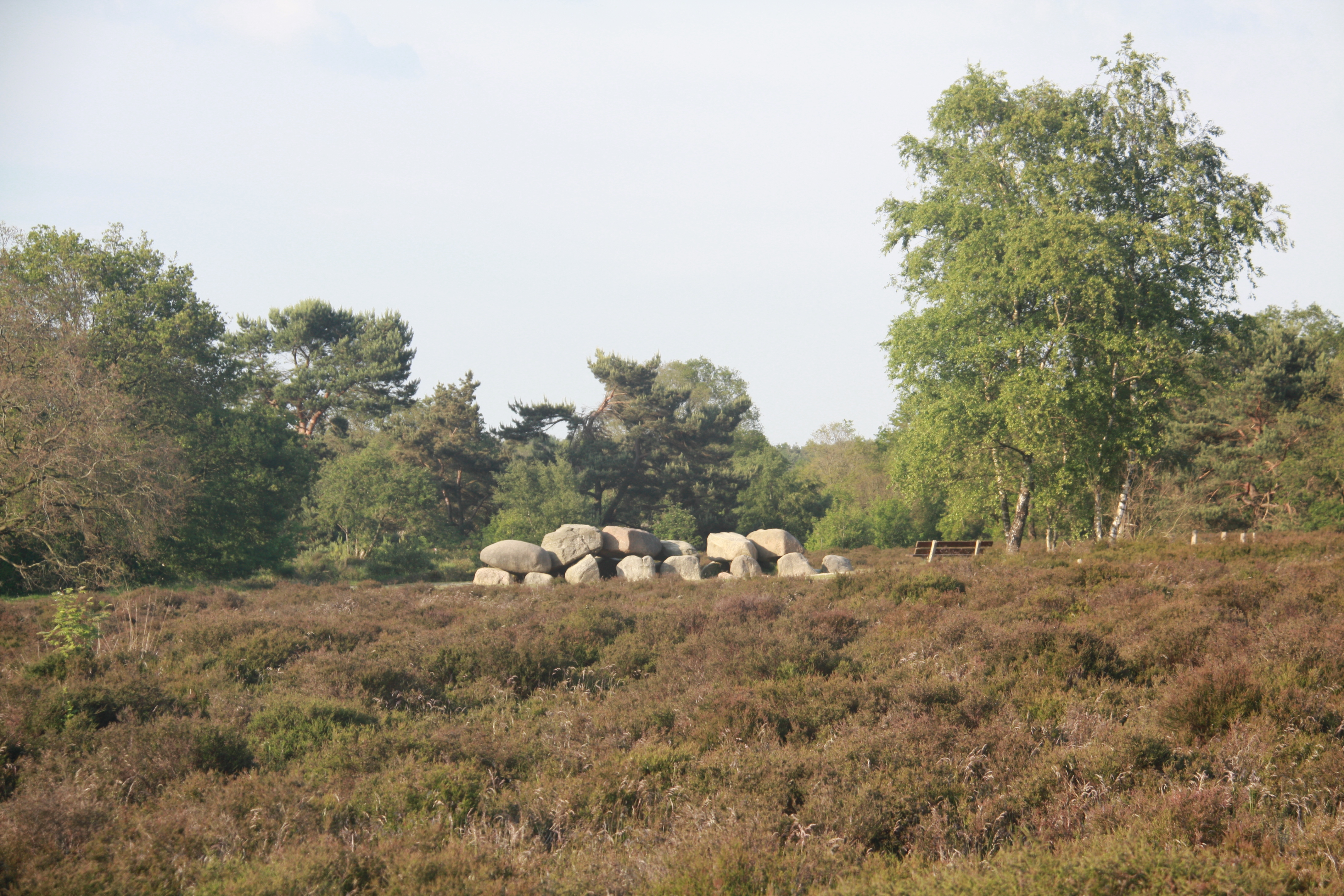
Dolmen D54